# 農系ポッドキャスト
農系ポッドキャスト（のうけいポッドキャスト）とは、日本の農家が自ら農業をテーマに発信するインターネットラジオを介した配信の総称である。
スマートフォン等で聞くことができ、栽培、農業経営のみならず論文読解から趣味、エンターテインメントまで非常に幅広いジャンルを扱う。

## 番組一覧
あ行
- 青いTシャツ24時
- Inter-view / 農的生活のプラットフォーム
- ウチら夫婦のぐだぐだな話
- 営農とサブカル
- 営農日々是好日ラジオ
- おみそしるラジオ
- 女ひとり。新規就農radio

か行
- クレイジーアグリジャパン(農業系radio)
- けんゆーの農業チャンネル
- ゴリラファーマーズのゴリラジオ
- 蒟蒻畑でつかまえて

さ行
- シカヘデケロ　ぬ
- JAGA　じゃらら
- 小農ラジオ
- 植物マナブラジオ
- スーパー農業エンタメ深夜ラジオ
- Styleこそ全て
- 世界農業遺産
- ０から農業presents『０からラジオ』

た行
- 耕す女(ひと)の耕すラジオ

な行
- なかいま農園情報局
- なじら百姓
- 2525 ファーム
- 日常茶芽史事
- 農ある鷹
- 農園ラジオ
- 農家が送るトーク番組「Fun Fun Farm Radio」
- ノウカノタネ
- ノウカノタマゴ
- 農家の僕はみんなとちょっとだけ人生を楽しくしたい。
- 農家の嫁のドライブトーク
- 農業 タノしきラジオ
- 農業サテライト
- 農業生物資源学特論第五
- 農業経営トーク
- 農業テーマパークをつくろう！
- 農業デザイン！アグデザ
- 農道223（ふじさん）号

は行
- バカ農業
- はぶかん
- 花農家ラジオ
- ひかり畑ラジオ
- 百年酪農
- ぶどう農家のひとりごと
- ふまじめ農業トーク番組「農コロ」
- ベジフル大百科　The CROPS

ま行
- まちなか農家ラジオ

や行
- ヤギの農業
- 野菜農家の昼休み
- よるののうか

ら行
- ラジオヲタガヤス
- ラジオセイコウウドク　人生を豊かに耕していきましょう
- ローカル・農刈る・儲かる？

わ行